# Argyrogrammana stilbe
Argyrogrammana stilbe är en fjärilsart som beskrevs av Jean Baptiste Godart 1824. Argyrogrammana stilbe ingår i släktet Argyrogrammana och familjen Riodinidae. Inga underarter finns listade i Catalogue of Life.